# Johann Frentzel

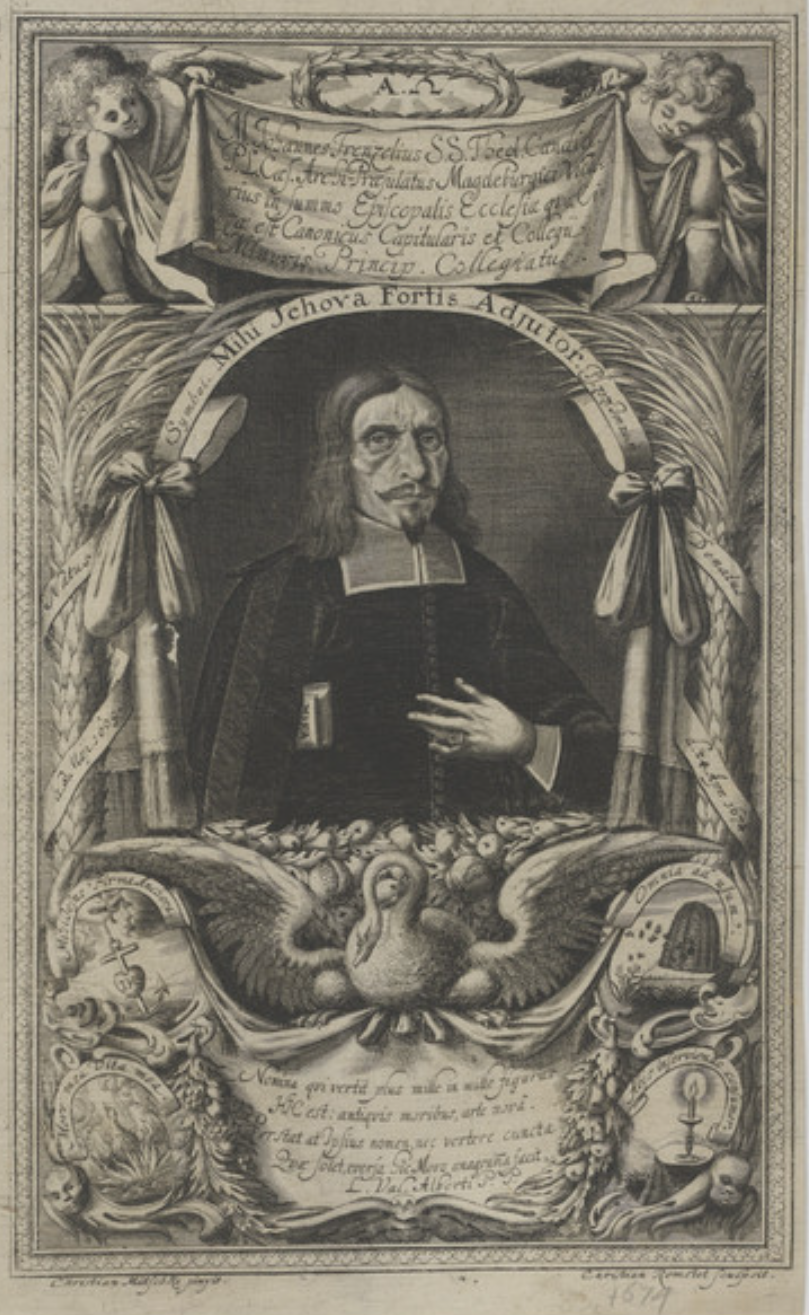
Christian Romstet (Stecher) nach Christian Mätzschke (Maler): Bildnis des Johann Frentzel. Standort: Herzog August Bibliothek in Wolfenbüttel

Johann Frentzel, auch Johann Frenzel, Johannes Frentzel, Johannes Frenzelius (* 8. Mai 1609 in Annaberg; † 24. April 1674 in Leipzig), war ein lutherischer Theologe, Historiograf und 1650 kaiserlich gekrönter Dichter. Er entwarf außerdem mehrere Münzen bzw. Medaillen für den Kurfürsten Johann Georg II. von Sachsen.

## Leben
Frentzel war Sohn des Kaufmanns Michael Frentzel († 1635) aus Marienberg und dessen Ehefrau Elisabeth, geb. Hanffenstengel. Nach dem Besuch der Schule in seiner Geburtsstadt und von 1628 bis 1635 der Fürstenschule St. Afra in Meißen studierte er ab 1636 an der Universität Leipzig, an der er 1640 den Titel Magister artium erwarb. Der sächsische Kurfürst ernannte ihn 1658 zum Kollegiaten im kleinen Fürstenkolleg der Leipziger Universität. In den Räumlichkeiten des Kollegs soll er 37 Jahre lang gewohnt haben. Eine immer wieder erwähnte Professur Frentzels für Poesie in Leipzig lässt sich nicht nachweisen. Frentzel war Vikar im Domstift Magdeburg und Kanonikus in Zeitz, ohne dass genau zu bestimmen ist, wann ihm diese Ehrungen zuteilwurden.
Frentzel heiratete 1662 in erster Ehe Margarete Elisabeth (* 16. August 1631 in Halle a. d. Saale; † 27. Dezember 1670), Tochter eines Carl Herold. Der Ehe entstammten Catharina Elisabeth (* 11. April 1663) und die früh verstorbenen Söhne Michael Hieronymus (2. Oktober 1665 – 28. Oktober 1665) und Johann Abraham (21. Dezember 1670 – 19. Januar 1671). Am 6. Februar 1672 heiratete Johann Frentzel in zweiter Ehe Maria Pauli, Tochter des Annaberger Ratsbediensteten Michael Pauli.

### Dichterei

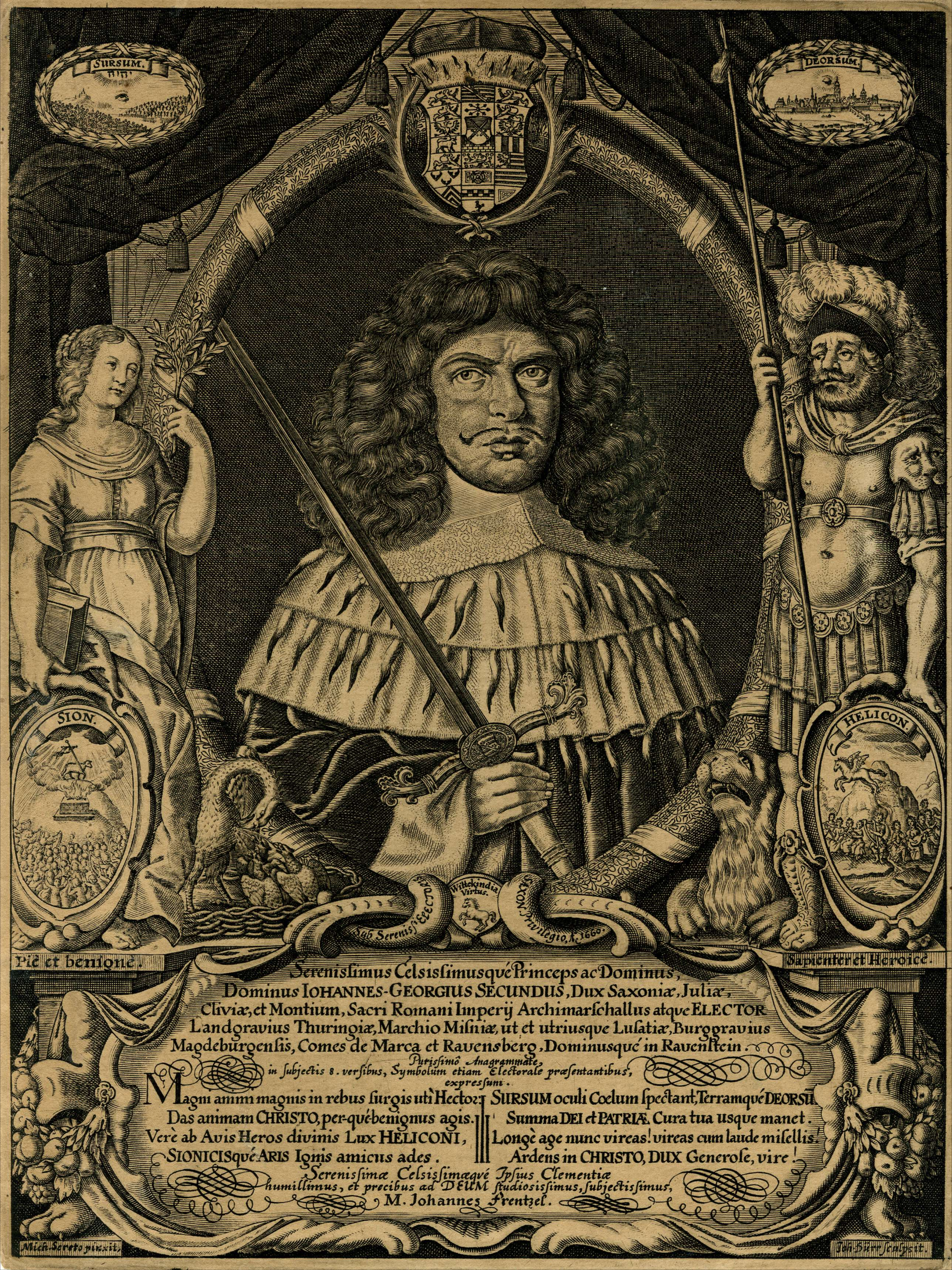
Kupferstich des Kurfürsten Johann Georg II. mit einem von Johann Frentzel geschriebenen Gedicht (British Museum)

Frentzel war ein produktiver Gelegenheits- und Begleitdichter, der sich vor allem durch seine Anagramme und Sonette auszeichnete. Er dichtete sowohl in neulateinischer als auch in deutscher Sprache und verfasste Distichen, deutsche Knittelverse und Alexandriner. Frentzel war gesellschaftlich geachtet und gut vernetzt. Als Christina von Schweden 1644 die Regierungsgewalt übernahm, schrieb er drei Sonette zum Trost für den frühen Tod ihres Vaters Gustav II. Adolf – Leipzig war zu dieser Zeit schwedisch besetzt. Für seine Dichtkunst erhielt er 1650 in Leipzig die Dichterkrone. Er war ein gefragter Autor, wenn es um das Verfassen von Bildunterschriften ging. Rund 100 Kupferstiche berühmter Personen sind mit jeweils einem von Frentzel verfassten Gedicht versehen. Wegen dieser Proben seiner Kunst wurde er bereits von den Zeitgenossen der Bildermann genannt. Eine enge Dichterfreundschaft verband ihn mit Johann Rist, beide Dichter widmeten einander Gedichte oder wirkten an den Werken des jeweils anderen mit. Neben Gedichten verfasste Frentzel auch Predigten und Kirchenlieder.

### Entworfene Medaillen
Darüber hinaus befasste sich Frentzel mit der Gestaltung von Medaillen. So entwarf Frentzel eine Medaille für den Kurfürsten Johann Georg II. von Sachsen, entweder anlässlich dessen Regierungsantritts im Jahr 1656 oder als Beilage zu Frentzels Glückwunschschreiben zum Namenstag des Kurfürsten (am Tage Johannes des Täufers) im Jahr 1660, als er ihm unter anderem einen von Johann Dürr angefertigten Kupferstich mit des Kurfürsten Bildnis (siehe oben) überreichte. Das Schreiben Frentzels an den Kurfürsten ist im Hauptstaatsarchiv Dresden erhalten. Auf der Vorderseite der Medaille ist innerhalb eines Kranzes im gespaltenen, „mit Schnitzwerk, Fruchtbehängen und Bändern geschmückte[n]“ Schild das „Wappen der Kur und des Herzogtums Sachsen unter dem Kurhute“ zu sehen, darüber der strahlende Name „Jehovas“ in hebräischer Schrift. Die Rückseite zeigt einen in die Wolken ragenden Obelisken, „vom Auge Gottes bestrahlt“. Ein Englein in den Wolken begießt einen Rautenstock am Fuße des Obelisken, gegenüber zeigen zwei stehende Personen zum Obelisken auf, eine weitere schaut hinter dem Obelisken nach oben empor. Am Fuß des Obelisken stehen auch die zwei Monogramme bzw. Initialen Frentzels und Buchheims. Der Text auf Vorder- und Rückseite der Medaille lautet:

„(Vorderseite) Friede Heil und GOTTes Glantz
Flechte sich in Rauten-Krantz.
(Rückseite) Daß die Zweige von Chursachsen
Mögen bis in Himmel wachsen.“

1658 entwarf er zwei Vikariatsmedaillen für Johann Georg II. Sie bilden auf der Rückseite jeweils die „Festung Dresden“ bzw. die Dresdner Altstadt (Ansicht aus dem Norden) ab, wobei im Detail das kurfürstliche Lusthaus, das Residenzschloss, die Kreuzkirche und die Elbbrücke zu sehen sind. Im Hintergrund sieht man den Lilienstein und die Festung Königstein, im Vordergrund Teile der Dresdner Neustadt und Johann Buchheims Initialen I.B. Ganz oben aus den Wolken strahlt der Name Jehovas bzw. JHWHs. Dazwischen ist ein von zwei Augen umgebenes gekreuztes Schwert, wobei das obere Auge zu JHWHs Namen nach oben und das untere Auge nach unten auf Dresden blickt. Rundherum liest man Johann Georgs Wahlspruch mit den auf den Vikariatsmünzen üblichen Worten Deo et Patriae in Hexa- und Pentameter, dessen Leserichtung mit den Worten Sursum und Deorsum (herauf und herunter) neben den gekreuzten Schwertern zusätzlich zum Wahlspruch begleitet ist.

„SURSUM OCULUS COELUM SPECTAT TERRAMQUE DEORSUM. NEMPE DEO ET PATRIA CURA SUPREMA MANET“

„Ein Aug’ dem Himmel zu, Erdwärts das and’re gerichtet, Bleib unserm Gott ich getreu, Steh ich für’s Vaterland ein.“

Die zwei Medaillen bilden auf der Vorderseite den Kurfürsten Johann Georg II. ab, einmal im Brustbild und einmal zu Pferde. Das Brustbild zeigt den Kurfürsten mit Perücke, Harnisch und Mantel, von einem Palm- und einem Lorbeerzweig umrankt, darunter der Kurhut. Es ist umgeben von einer doppelten Umschrift. Das Bild des Kurfürsten zu Pferde zeigt ihn im Kurornat reitend im Elbgelände. Darüber halten zwei Englein einerseits jeweils einen Palmzweig und zusammen den kursächsischen Wappenschild. Das gesamte Bild ist umgeben von der zweireihigen Umschrift Johann Georgs Namen und seiner Titel. Alle drei Medaillen sind mit Frentzels Monogramm bzw. den drei Buchstaben MIF („Magister Johann Frentzel“) signiert: am Fuß des Obelisken, unter Johann Georgs rechtem Armabschnitt und zwischen den Hinterbeinen des Pferdes. Auch Johann Buchheims Initialen I.B. finden sich auf den Medaillen.

### Stammbuch
Für die moderne Forschung von besonderer Bedeutung ist das erhaltene Stammbuch Frentzels, in dem sich zahlreiche Dichter, Gelehrte wie Caspar von Barth und Staatsmänner wie Veit Ludwig von Seckendorff sowie Fürsten und Kurfürsten, darunter Johann Georg I., verewigt haben. Es ist im Besitz der Stadtbibliothek Leipzig. Ein seltener Leipziger Stadtplan aus dem Jahr 1665 eines unbekannten Künstlers ist dank Frentzels Stammbuch erhalten geblieben.

## Veröffentlichungen (Auswahl)
- Lob-Gedicht Der wahren und ungefärbten Gottesfurcht. Leipzig 1648 (Digitalisat).

- Triga sermonum sacrorum quorum. I. vulnera, II. sanguinem, II. mortem Iesu Christi repraesentat (deutsch: Dreigespann heiliger Worte, die die Wunden, das Blut und den Tod Jesu repräsentieren). Leipzig 1651. (Digitalisat)